# Johann Philipp Fabricius
Johann Philipp Fabricius, född 22 januari 1711, död 23 januari 1791, var en tysk missionär.
Fabricius var från 1739 i dansk-halleska missionens tjänst i Sydindien. Med sitt stilla inåtvända sinneslag, han kallades munkprästen, var Fabricius knappast lämpade att under de oroliga tiderna på 1700-talet leda församlingsarbetet. Hans huvuduppgift kom i stället att bli litterärt arbete; hans översättning av Bibeln till tamil har ansetts som ett mästerverk, och var ännu i bruk på 1900-talet.